# ATP Tour 1990
Die ATP Tour 1990 war die höchste Wettbewerbsserie im männlichen Profitennis im Jahr 1990 und wird von der ATP organisiert. Sie besteht aus den vier Grand-Slam-Turnieren sowie aus den ATP Tour Masters 1000, der ATP Tour 500 und der ATP Tour 250 in absteigender Bedeutung. Darüber hinaus gehören die ATP Tour World Championships, der Grand Slam Cup sowie der Davis Cup dazu. Letztere beiden wurden wie die Grand-Slam-Turniere von der ITF organisiert, werden aber auch abgebildet. Die Sieger der Mixedkonkurrenz sind bei den Grand-Slam-Turnieren ebenfalls mitaufgeführt. Insgesamt bestand die Tour aus 80 Turnieren.
1990 war die erste Austragung der Tour, die den Grand Prix Tennis Circuit sowie das World Champions Tennis (WCT) beerbte und auch einen Großteil der Turniere dieser beiden Serien übernahm.

## Übersicht
| Anzahl der Turniere nach Turnierserie  |
| -------------------------------------- |
| 4 Grand Slam                           |
| ATP-Weltmeisterschaft Grand Slam Cup   |
| 9 ATP Championship Series, Single-Week |
| 12 ATP Championship Series             |
| 53 ATP World Series                    |
| Davis Cup                              |
| Teamwettbewerbe                        |

## Turnierplan

### Januar
| Datum      | Turnier | Sieger                         | Finalgegner                      | Ergebnis                 |
| ---------- | --- | ------------------------------ | -------------------------------- | ------------------------ |
| 26.12.1989 | Hopman Cup Perth, Australien Hartplatz (Halle) 8MX                                                                           | Spanien                        | Vereinigte Staaten               | 2:1                      |
| 01.01      | Australian Men’s Hardcourt Championships Adelaide, Australien ATP World Series – Hartplatz 32E / 16D – $ 125.000 / $ 150.000 | Thomas Muster                  | Jimmy Arias                      | 3:6, 6:2, 7:5            |
| 01.01      | Australian Men’s Hardcourt Championships Adelaide, Australien ATP World Series – Hartplatz 32E / 16D – $ 125.000 / $ 150.000 | Andrew Castle Nduka Odizor     | Alexander Mronz Michiel Schapers | 7:6, 6:2                 |
| 01.01      | BP National Championships Wellington, Neuseeland ATP World Series – Hartplatz 32E / 16D – $ 125.000 / $ 150.000              | Emilio Sánchez                 | Richey Reneberg                  | 6:73, 6:4, 4:6, 6:4, 6:1 |
| 01.01      | BP National Championships Wellington, Neuseeland ATP World Series – Hartplatz 32E / 16D – $ 125.000 / $ 150.000              | Kelly Evernden Nicolás Pereira | Sergio Casal Emilio Sánchez      | 6:4, 7:6                 |
| 08.01.     | Holden NSW Open Sydney, Australien ATP World Series – Hartplatz 32E / 16D – $ 150.000 / $ 175.000                            | Yannick Noah                   | Carl-Uwe Steeb                   | 5:7, 6:3, 6:4            |
| 08.01.     | Holden NSW Open Sydney, Australien ATP World Series – Hartplatz 32E / 16D – $ 150.000 / $ 175.000                            | Pat Cash Mark Kratzmann        | Pieter Aldrich Danie Visser      | 6:4, 7:5                 |
| 08.01.     | Benson and Hedges Open Auckland, Neuseeland ATP World Series – Hartplatz 32E / 16D – $ 125.000 / $ 150.000                   | Scott Davis                    | Andrei Tschesnokow               | 4:6, 6:3, 6:3            |
| 08.01.     | Benson and Hedges Open Auckland, Neuseeland ATP World Series – Hartplatz 32E / 16D – $ 125.000 / $ 150.000                   | Kelly Jones Robert Van’t Hof   | Gilad Bloom Paul Haarhuis        | 7:6, 6:0                 |
| 15.01.     | Australian Open Melbourne, Australien Grand Slam – Hartplatz 128E / 64D / 32MX – $ 1.462.000                                 | Ivan Lendl                     | Stefan Edberg                    | 4:6, 7:63, 5:2 aufgg.    |
| 15.01.     | Australian Open Melbourne, Australien Grand Slam – Hartplatz 128E / 64D / 32MX – $ 1.462.000                                 | Pieter Aldrich Danie Visser    | Grant Connell Glenn Michibata    | 6:4, 4:6, 6:1, 6:4       |
| 15.01.     | Australian Open Melbourne, Australien Grand Slam – Hartplatz 128E / 64D / 32MX – $ 1.462.000                                 | Natallja Swerawa Jim Pugh      | Zina Garrison Rick Leach         | 4:6, 6:2, 6:3            |

### Februar
| Datum  | Turnier | Sieger                             | Finalgegner                       | Ergebnis                |
| ------ | --- | ---------------------------------- | --------------------------------- | ----------------------- |
| 02.02. | Davis Cup – Erste Runde | Davis Cup – Erste Runde            | Davis Cup – Erste Runde           | Davis Cup – Erste Runde |
| 05.02. | Volvo Tennis San Francisco San Francisco, Vereinigte Staaten ATP World Series – Teppich (Halle) 32E / 16D – $ 225.000 / $ 250.000 | Andre Agassi                       | Todd Witsken                      | 6:1, 6:3                |
| 05.02. | Volvo Tennis San Francisco San Francisco, Vereinigte Staaten ATP World Series – Teppich (Halle) 32E / 16D – $ 225.000 / $ 250.000 | Kelly Jones Robert Van’t Hof       | Glenn Layendecker Richey Reneberg | 2:6, 7:6, 6:3           |
| 05.02. | Chevrolet Classic Guarujá, Brasilien ATP World Series – Hartplatz 32E / 16D – $ 125.000 / $ 150.000                               | Martín Jaite                       | Luiz Mattar                       | 3:6, 6:4, 6:3           |
| 05.02. | Chevrolet Classic Guarujá, Brasilien ATP World Series – Hartplatz 32E / 16D – $ 125.000 / $ 150.000                               | Javier Frana Gustavo Luza          | Luiz Mattar Cássio Motta          | 7:6, 7:6                |
| 05.02. | Stella Artois Italian Indoors Mailand, Italien ATP World Series – Teppich (Halle) 32E / 16D – $ 540.000 / $ 600.000               | Ivan Lendl                         | Tim Mayotte                       | 6:3, 6:2                |
| 05.02. | Stella Artois Italian Indoors Mailand, Italien ATP World Series – Teppich (Halle) 32E / 16D – $ 540.000 / $ 600.000               | Omar Camporese Diego Nargiso       | Tom Nijssen Udo Riglewski         | 6:4, 6:4                |
| 12.02. | SkyDome World Tennis Tournament Brüssel, Belgien ATP Championship Series – Teppich (Halle) 32E / 16D – $ 465.000 / $ 600.000      | Ivan Lendl                         | Tim Mayotte                       | 6:3, 6:0                |
| 12.02. | SkyDome World Tennis Tournament Brüssel, Belgien ATP Championship Series – Teppich (Halle) 32E / 16D – $ 465.000 / $ 600.000      | Patrick Galbraith David Macpherson | Neil Broad Kevin Curren           | 2:6, 6:4, 6:3           |
| 12.02. | SkyDome World Tennis Tournament Toronto, Kanada ATP Championship Series – Teppich (Halle) 56E / 28D – $ 1.005.000 / $ 1.200.0000  | Ivan Lendl                         | Tim Mayotte                       | 6:3, 6:0                |
| 12.02. | SkyDome World Tennis Tournament Toronto, Kanada ATP Championship Series – Teppich (Halle) 56E / 28D – $ 1.005.000 / $ 1.200.0000  | Patrick Galbraith David Macpherson | Neil Broad Kevin Curren           | 2:6, 6:4, 6:3           |
| 19.02. | U.S. Pro Indoor Philadelphia, Vereinigte Staaten ATP Championship Series – Teppich (Halle) 48E / 24D – $ 825.000 / $ 1.000.000    | Pete Sampras                       | Andrés Gómez                      | 7:6, 7:5, 6:2           |
| 19.02. | U.S. Pro Indoor Philadelphia, Vereinigte Staaten ATP Championship Series – Teppich (Halle) 48E / 24D – $ 825.000 / $ 1.000.000    | Rick Leach Jim Pugh                | Grant Connell Glenn Michibata     | 3:6, 6:4, 6:2           |
| 19.02. | Eurocard Open Stuttgart, Deutschland ATP Championship Series – Teppich (Halle) 32E / 16D – $ 825.00 / $ 1.000.000                 | Boris Becker                       | Ivan Lendl                        | 6:2, 6:2                |
| 19.02. | Eurocard Open Stuttgart, Deutschland ATP Championship Series – Teppich (Halle) 32E / 16D – $ 825.00 / $ 1.000.000                 | Guy Forget Jakob Hlasek            | Michael Mortensen Tom Nijssen     | 6:3, 6:2                |
| 26.02. | Volvo U.S. National Indoor Memphis, Vereinigte Staaten ATP World Series – Hartplatz (Halle) 48E / 24D – $ 225.000 / $ 250.000     | Michael Stich                      | Wally Masur                       | 6:7, 6:4, 7:6           |
| 26.02. | Volvo U.S. National Indoor Memphis, Vereinigte Staaten ATP World Series – Hartplatz (Halle) 48E / 24D – $ 225.000 / $ 250.000     | Darren Cahill Mark Kratzmann       | Udo Riglewski Michael Stich       | 7:5, 6:2                |
| 26.02. | ABN AMRO World Tennis Tournament Rotterdam, Niederlande ATP World Series – Teppich (Halle) 32E / 16D – $ 450.000 / $ 500.000      | Brad Gilbert                       | Jonas Svensson                    | 6:1, 6:3                |
| 26.02. | ABN AMRO World Tennis Tournament Rotterdam, Niederlande ATP World Series – Teppich (Halle) 32E / 16D – $ 450.000 / $ 500.000      | Leonardo Lavalle Jorge Lozano      | Diego Nargiso Nicolás Pereira     | 6:3, 7:6                |

### März
| Datum  | Turnier | Sieger                     | Finalgegner                   | Ergebnis                  |
| ------ | --- | -------------------------- | ----------------------------- | ------------------------- |
| 05.03. | Newsweek Champions Cup Indian Wells, Vereinigte Staaten ATP Championship Series, Single-Week – Hartplatz 56E / 28D – $ 750.000 / $ 1.000.000                | Stefan Edberg              | Andre Agassi                  | 6:4, 5:7, 7:61, 7:66      |
| 05.03. | Newsweek Champions Cup Indian Wells, Vereinigte Staaten ATP Championship Series, Single-Week – Hartplatz 56E / 28D – $ 750.000 / $ 1.000.000                | Guy Forget Boris Becker    | Jim Grabb Patrick McEnroe     | 6:4, 6:3                  |
| 05.03. | Grand Prix Hassan II Casablanca, Marokko ATP World Series – Sand 32E / 16D – $ 125.000 / $ 150.000                                                          | Thomas Muster              | Guillermo Pérez Roldán        | 6:1, 6:7, 6:2             |
| 05.03. | Grand Prix Hassan II Casablanca, Marokko ATP World Series – Sand 32E / 16D – $ 125.000 / $ 150.000                                                          | Todd Woodbridge Simon Youl | Paul Haarhuis Mark Koevermans | 6:3, 6:1                  |
| 12.03. | Lipton International Players Championships Miami, Vereinigte Staaten ATP Championship Series, Single-Week – Hartplatz 96E / 48D – $ 1.200.000 / $ 1.500.000 | Andre Agassi               | Stefan Edberg                 | 6:1, 6:4, 0:6, 6:2        |
| 12.03. | Lipton International Players Championships Miami, Vereinigte Staaten ATP Championship Series, Single-Week – Hartplatz 96E / 48D – $ 1.200.000 / $ 1.500.000 | Rick Leach Jim Pugh        | Boris Becker Cássio Motta     | 6:3, 6:4                  |
| 26.03. | Davis Cup – Viertelfinale | Davis Cup – Viertelfinale  | Davis Cup – Viertelfinale     | Davis Cup – Viertelfinale |

### April
| Datum  | Turnier | Sieger                              | Finalgegner                         | Ergebnis                 |
| ------ | --- | ----------------------------------- | ----------------------------------- | ------------------------ |
| 02.04. | Estoril Open Oeiras, Portugal ATP World Series – Sand 32E / 16D – $ 225.000 / $ 250.000                                        | Emilio Sánchez Vicario              | Franco Davín                        | 6:3, 6:1                 |
| 02.04. | Estoril Open Oeiras, Portugal ATP World Series – Sand 32E / 16D – $ 225.000 / $ 250.000                                        | Sergio Casal Emilio Sánchez Vicario | Omar Camporese Paolo Canè           | 7:5, 4:6, 7:5            |
| 02.04. | Banespa Open Rio de Janeiro, Brasilien ATP World Series – Teppich (Halle) 32E / 16D – $ 225.000 / $ 250.000                    | Luiz Mattar                         | Andrew Sznajder                     | 6:4, 6:4                 |
| 02.04. | Banespa Open Rio de Janeiro, Brasilien ATP World Series – Teppich (Halle) 32E / 16D – $ 225.000 / $ 250.000                    | Brian Garrow Sven Salumaa           | Nelson Aerts Fernando Roese         | 7:5, 6:3                 |
| 02.04. | Prudential-Bache Securities Classic Orlando, Vereinigte Staaten ATP World Series – Hartplatz 32E / 16D – $ 225.000 / $ 250.000 | Brad Gilbert                        | Christo van Rensburg                | 6:2, 6:1                 |
| 02.04. | Prudential-Bache Securities Classic Orlando, Vereinigte Staaten ATP World Series – Hartplatz 32E / 16D – $ 225.000 / $ 250.000 | Scott Davis David Pate              | Alfonso Mora Brian Page             | 6:3, 7:5                 |
| 09.04. | Torneo Godó Barcelona, Spanien ATP Championship Series – Sand 32E / 16D – $ 375.000 / $ 500.000                                | Andrés Gómez                        | Guillermo Pérez Roldán              | 6:0, 7:63, 3:6, 0:6, 6:2 |
| 09.04. | Torneo Godó Barcelona, Spanien ATP Championship Series – Sand 32E / 16D – $ 375.000 / $ 500.000                                | Andrés Gómez Javier Sánchez         | Sergio Casal Emilio Sánchez Vicario | 7:61, 7:5                |
| 09.04. | Japan Open Tennis Championships Tokio, Japan ATP Championship Series – Hartplatz 56E / 28D – $ 825.000 / $ 1.000.000           | Stefan Edberg                       | Aaron Krickstein                    | 6:4, 7:5                 |
| 09.04. | Japan Open Tennis Championships Tokio, Japan ATP Championship Series – Hartplatz 56E / 28D – $ 825.000 / $ 1.000.000           | Mark Kratzmann Wally Masur          | Kent Kinnear Brad Pearce            | 3:6, 6:3, 6:4            |
| 16.04. | Seoul Open Seoul, Südkorea ATP World Series – Hartplatz 32E / 16D – $ 140.000 / $ 165.000                                      | Alex Antonitsch                     | Pat Cash                            | 7:62, 6:3                |
| 16.04. | Seoul Open Seoul, Südkorea ATP World Series – Hartplatz 32E / 16D – $ 140.000 / $ 165.000                                      | Grant Connell Glenn Michibata       | Jason Stoltenberg Mark Woodforde    | 7:6, 6:4                 |
| 16.04. | Philips Open Nizza, Frankreich ATP World Series – Sand 32E / 16D – $ 225.000 / $ 250.000                                       | Juan Aguilera                       | Guy Forget                          | 2:6, 6:3, 6:4            |
| 16.04. | Philips Open Nizza, Frankreich ATP World Series – Sand 32E / 16D – $ 225.000 / $ 250.000                                       | Alberto Mancini Yannick Noah        | Marcelo Filippini Horst Skoff       | 6:4, 7:6                 |
| 23.04  | Monte Carlo Open Monte Carlo, Monaco ATP Super 9 – Sand 56E / 28D – $ 750.000 / $ 1.000.000                                    | Andrei Tschesnokow                  | Thomas Muster                       | 7:5, 6:3, 6:3            |
| 23.04  | Monte Carlo Open Monte Carlo, Monaco ATP Super 9 – Sand 56E / 28D – $ 750.000 / $ 1.000.000                                    | Petr Korda Tomáš Šmíd               | Andrés Gómez Javier Sánchez         | 6:4, 7:6                 |
| 23.04  | Salem Open Hongkong, Hongkong ATP World Series – Hartplatz 32E / 16D – $ 185.000 / $ 210.000                                   | Pat Cash                            | Alex Antonitsch                     | 6:3, 6:4                 |
| 23.04  | Salem Open Hongkong, Hongkong ATP World Series – Hartplatz 32E / 16D – $ 185.000 / $ 210.000                                   | Pat Cash Wally Masur                | Kevin Curren Joey Rive              | 6:3, 6:3                 |
| 30.04. | BMW Open München, Deutschland ATP World Series – Sand 32E / 16D – $ 225.000 / $ 250.000                                        | Karel Nováček                       | Thomas Muster                       | 6:4, 6:2                 |
| 30.04. | BMW Open München, Deutschland ATP World Series – Sand 32E / 16D – $ 225.000 / $ 250.000                                        | Udo Riglewski Michael Stich         | Petr Korda Tomáš Šmíd               | 6:1, 6:4                 |
| 30.04. | Singapore Open Singapur, Singapur ATP World Series – Hartplatz 32E / 16D – $ 225.000 / $ 250.000                               | Kelly Jones                         | Richard Fromberg                    | 6:4, 2:6, 7:6            |
| 30.04. | Singapore Open Singapur, Singapur ATP World Series – Hartplatz 32E / 16D – $ 225.000 / $ 250.000                               | Mark Kratzmann Jason Stoltenberg    | Brad Drewett Todd Woodbridge        | 6:1, 6:0                 |
| 30.04. | Madrid Tennis Grand Prix Madrid, Spanien ATP World Series – Sand 32E / 16D – $ 279.000 / $ 310.000                             | Andrés Gómez                        | Marc Rosset                         | 6:3, 7:6                 |
| 30.04. | Madrid Tennis Grand Prix Madrid, Spanien ATP World Series – Sand 32E / 16D – $ 279.000 / $ 310.000                             | Juan Carlos Báguena Omar Camporese  | Andrés Gómez Javier Sánchez         | 6:4, 3:6, 6:3            |

### Mai
| Datum  | Turnier | Sieger                               | Finalgegner                          | Ergebnis           |
| ------ | --- | ------------------------------------ | ------------------------------------ | ------------------ |
| 07.05. | ATP German Open Hamburg, Deutschland ATP Super 9 – Sand 56E / 28D – $ 750.000 / $ 1.000.000                                          | Juan Aguilera                        | Boris Becker                         | 6:1, 6:0, 7:6      |
| 07.05. | ATP German Open Hamburg, Deutschland ATP Super 9 – Sand 56E / 28D – $ 750.000 / $ 1.000.000                                          | Sergi Bruguera Jim Courier           | Udo Riglewski Michael Stich          | 7:6, 6:2           |
| 07.05. | U.S. Men’s Clay Court Championships Kiawah Island, Vereinigte Staaten ATP World Series – Hartplatz 32E / 16D – $ 197.000 / $ 230.000 | David Wheaton                        | Mark Kaplan                          | 6:4, 6:4           |
| 07.05. | U.S. Men’s Clay Court Championships Kiawah Island, Vereinigte Staaten ATP World Series – Hartplatz 32E / 16D – $ 197.000 / $ 230.000 | Scott Davis David Pate               | Jim Grabb Leonardo Lavalle           | 6:2, 6:3           |
| 14.05. | Italian Open Rom, Italien ATP Super 9 – Sand 64E / 32D – $ 1.005.000 / $ 1.280.000                                                   | Thomas Muster                        | Andrei Tschesnokow                   | 6:1, 6:3, 6:1      |
| 14.05. | Italian Open Rom, Italien ATP Super 9 – Sand 64E / 32D – $ 1.005.000 / $ 1.280.000                                                   | Sergio Casal Emilio Sánchez          | Jim Courier Martin Davis             | 7:6, 7:5           |
| 14.05. | Yugoslav Open Umag, Jugoslawien ATP World Series – Hartplatz 32E / 16D – $ 147.500 / $ 175.000                                       | Goran Prpić                          | Goran Ivanišević                     | 6:3, 4:6, 6:4      |
| 14.05. | Yugoslav Open Umag, Jugoslawien ATP World Series – Hartplatz 32E / 16D – $ 147.500 / $ 175.000                                       | Vojtěch Flégl Daniel Vacek           | Andrei Tscherkassow Andrei Olchowski | 6:4, 6:4           |
| 21.05. | Peugeot World Team Cup Düsseldorf, BR Deutschland Team-Weltmeisterschaft – Sand 32E / 16D – $ 900.000 / $ 1.500.000                  | Jugoslawien                          | Vereinigte Staaten                   | 2:1                |
| 21.05. | Bologna Open Bologna, Italien ATP World Series – Sand 32E / 16D – $ 225.000 / $ 250.000                                              | Richard Fromberg                     | Marc Rosset                          | 4:6, 6:4, 7:65     |
| 21.05. | Bologna Open Bologna, Italien ATP World Series – Sand 32E / 16D – $ 225.000 / $ 250.000                                              | Gustavo Luza Udo Riglewski           | Jérôme Potier Jim Pugh               | 7:6, 4:6, 6:1      |
| 28.05. | French Open Paris, Frankreich Grand Slam – Hartplatz 128E / 64D / 64MX – $ 2.700.000                                                 | Andrés Gómez                         | Andre Agassi                         | 6:3, 2:6, 6:4, 6:4 |
| 28.05. | French Open Paris, Frankreich Grand Slam – Hartplatz 128E / 64D / 64MX – $ 2.700.000                                                 | Sergio Casal Emilio Sánchez Vicario  | Goran Ivanišević Petr Korda          | 7:5, 6:3           |
| 28.05. | French Open Paris, Frankreich Grand Slam – Hartplatz 128E / 64D / 64MX – $ 2.700.000                                                 | Arantxa Sánchez Vicario Jorge Lozano | Nicole Provis Danie Visser           | 7:65, 7:68         |

### Juni
| Datum  | Turnier | Sieger                            | Finalgegner                         | Ergebnis                |
| ------ | --- | --------------------------------- | ----------------------------------- | ----------------------- |
| 11.06. | Rosmalen Grass Court Championships ’s-Hertogenbosch, Niederlande ATP World Series – Rasen 32E / 16D – $ 225.000 / $ 250.000 | Amos Mansdorf                     | Alexander Wolkow                    | 6:3, 7:6                |
| 11.06. | Rosmalen Grass Court Championships ’s-Hertogenbosch, Niederlande ATP World Series – Rasen 32E / 16D – $ 225.000 / $ 250.000 | Jakob Hlasek Michael Stich        | Jim Grabb Patrick McEnroe           | 7:6, 6:3                |
| 11.06. | Stella Artois Championships London, Vereinigtes Königreich ATP World Series – Rasen 56E / 28D – $ 450.000 / $ 500.000       | Ivan Lendl                        | Boris Becker                        | 6:3, 6:2                |
| 11.06. | Stella Artois Championships London, Vereinigtes Königreich ATP World Series – Rasen 56E / 28D – $ 450.000 / $ 500.000       | Jeremy Bates Kevin Curren         | Henri Leconte Ivan Lendl            | 6:2, 7:6                |
| 11.06. | Torneo Internazionale Citta di Firenze Florenz, Italien ATP World Series – Sand 32E / 16D – $ 225.000 / $ 250.000           | Magnus Larsson                    | Lawson Duncan                       | 6:7, 7:5, 6:0           |
| 11.06. | Torneo Internazionale Citta di Firenze Florenz, Italien ATP World Series – Sand 32E / 16D – $ 225.000 / $ 250.000           | Sergi Bruguera Horacio de la Peña | Luiz Mattar Diego Pérez             | 3:6, 6:3, 6:4           |
| 18.06. | Manchester Open Manchester, Vereinigtes Königreich ATP World Series – Rasen 32E / 16D – $ 225.000 / $ 250.000               | Pete Sampras                      | Gilad Bloom                         | 7:6, 7:6                |
| 18.06. | Manchester Open Manchester, Vereinigtes Königreich ATP World Series – Rasen 32E / 16D – $ 225.000 / $ 250.000               | Mark Kratzmann Jason Stoltenberg  | Nick Brown Kelly Jones              | 6:3, 2:6, 6:4           |
| 18.06. | Hypo Group Tennis International Genua, Italien ATP World Series – Rasen 32E / 16D – $ 225.000 / $ 250.000                   | Ronald Agénor                     | Tarik Benhabiles                    | 3:6, 6:4, 6:3           |
| 18.06. | Hypo Group Tennis International Genua, Italien ATP World Series – Rasen 32E / 16D – $ 225.000 / $ 250.000                   | Tomás Carbonell Udo Riglewski     | Cristiano Caratti Federico Mordegan | 7:6, 7:6                |
| 25.06. | Wimbledon Championships Wimbledon, Vereinigtes Königreich Grand Slam – Hartplatz 128E / 64D / 64MX – $ 2.700.000            | Stefan Edberg                     | Boris Becker                        | 6:2, 6:2, 3:6, 3:6, 6:4 |
| 25.06. | Wimbledon Championships Wimbledon, Vereinigtes Königreich Grand Slam – Hartplatz 128E / 64D / 64MX – $ 2.700.000            | Rick Leach Jim Pugh               | Pieter Aldrich Danie Visser         | 7:65, 7:64, 7:65        |
| 25.06. | Wimbledon Championships Wimbledon, Vereinigtes Königreich Grand Slam – Hartplatz 128E / 64D / 64MX – $ 2.700.000            | Zina Garrison Rick Leach          | Elizabeth Smylie John Fitzgerald    | 7:5, 6:2                |

### Juli
| Datum  | Turnier | Sieger                          | Finalgegner                   | Ergebnis           |
| ------ | --- | ------------------------------- | ----------------------------- | ------------------ |
| 09.07. | Hall of Fame Tennis Championships Newport, Vereinigte Staaten ATP World Series – Rasen 32E / 16D – $ 150.000 / $ 175.000             | Pieter Aldrich                  | Darren Cahill                 | 7:6, 1:6, 6:1      |
| 09.07. | Hall of Fame Tennis Championships Newport, Vereinigte Staaten ATP World Series – Rasen 32E / 16D – $ 150.000 / $ 175.000             | Darren Cahill Mark Kratzmann    | Todd Nelson Bryan Shelton     | 7:6, 6:2           |
| 09.07. | Swedish Open Båstad, Schweden ATP World Series – Sand 32E / 16D – $ 225.000 / $ 250.000                                              | Richard Fromberg                | Magnus Larsson                | 6:2, 7:6           |
| 09.07. | Swedish Open Båstad, Schweden ATP World Series – Sand 32E / 16D – $ 225.000 / $ 250.000                                              | Ronnie Båthman Rikard Bergh     | Jan Gunnarsson Udo Riglewski  | 6:1, 6:4           |
| 09.07. | Suisse Open Gstaad Gstaad, Schweiz ATP World Series – Sand 32E / 16D – $ 275.000 / $ 300.000                                         | Martín Jaite                    | Sergi Bruguera                | 6:3, 6:7, 6:2, 6:2 |
| 09.07. | Suisse Open Gstaad Gstaad, Schweiz ATP World Series – Sand 32E / 16D – $ 275.000 / $ 300.000                                         | Sergio Casal Emilio Sánchez     | Omar Camporese Javier Sánchez | 6:3, 3:6, 7:5      |
| 16.07. | Mercedes Cup Stuttgart, BR Deutschland ATP Championship Series – Sand 48E / 24D – $ 825.000 / $ 1.000.000                            | Goran Ivanišević                | Guillermo Pérez Roldán        | 6:7, 6:1, 6:4, 7:6 |
| 16.07. | Mercedes Cup Stuttgart, BR Deutschland ATP Championship Series – Sand 48E / 24D – $ 825.000 / $ 1.000.000                            | Pieter Aldrich Danie Visser     | Per Henricsson Nicklas Utgren | 6:3, 6:4           |
| 16.07. | Legg Mason Tennis Classic Washington, D.C., Vereinigte Staaten ATP Championship Series – Hartplatz 56E / 28D – $ 420.000 / $ 450.000 | Andre Agassi                    | Jim Grabb                     | 6:1, 6:4           |
| 16.07. | Legg Mason Tennis Classic Washington, D.C., Vereinigte Staaten ATP Championship Series – Hartplatz 56E / 28D – $ 420.000 / $ 450.000 | Grant Connell Glenn Michibata   | Jorge Lozano Todd Witsken     | 6:3, 6:7, 6:2      |
| 23.07. | Canadian Open Toronto, Kanada ATP Super 9 – Hartplatz 56E / 28D – $ 930.000                                                          | Michael Chang                   | Jay Berger                    | 4:6, 6:3, 7:62     |
| 23.07. | Canadian Open Toronto, Kanada ATP Super 9 – Hartplatz 56E / 28D – $ 930.000                                                          | Paul Annacone David Wheaton     | Broderick Dyke Peter Lundgren | 6:1, 7:6           |
| 23.07. | Dutch Open Hilversum, Niederlande ATP World Series – Sand 32E / 16D – $ 215.000                                                      | Francisco Clavet                | Eduardo Masso                 | 3:6, 6:4, 6:2, 6:0 |
| 23.07. | Dutch Open Hilversum, Niederlande ATP World Series – Sand 32E / 16D – $ 215.000                                                      | Sergio Casal Emilio Sánchez     | Paul Haarhuis Mark Koevermans | 7:5, 7:5           |
| 30.07. | Head Cup Kitzbühel, Österreich ATP World Series – Sand 48E / 24D – $ 337.500                                                         | Horacio de la Peña              | Karel Nováček                 | 6:4, 7:6, 2:6, 6:2 |
| 30.07. | Head Cup Kitzbühel, Österreich ATP World Series – Sand 48E / 24D – $ 337.500                                                         | Javier Sánchez Éric Winogradsky | Francisco Clavet Horst Skoff  | 7:6, 6:2           |
| 30.07. | Sanremo Open Sanremo, Italien ATP World Series – Sand 32E / 16D – $ 225.000 / $ 250.000                                              | Jordi Arrese                    | Juan Aguilera                 | 6:2, 6:2           |
| 30.07. | Sanremo Open Sanremo, Italien ATP World Series – Sand 32E / 16D – $ 225.000 / $ 250.000                                              | Mihnea-Ion Năstase Goran Prpić  | Ola Jonsson Fredrik Nilsson   | 3:6, 7:6, 6:3      |
| 30.07. | Volvo Tennis Los Angeles Los Angeles, Vereinigte Staaten ATP World Series – Hartplatz 32E / 16D – $ 225.000 / $ 250.000              | Stefan Edberg                   | Michael Chang                 | 7:6, 2:6, 7:6      |
| 30.07. | Volvo Tennis Los Angeles Los Angeles, Vereinigte Staaten ATP World Series – Hartplatz 32E / 16D – $ 225.000 / $ 250.000              | Scott Davis David Pate          | Peter Lundgren Paul Wekesa    | 3:6, 6:1, 6:3      |

### August
| Datum  | Turnier | Sieger                           | Finalgegner                         | Ergebnis       |
| ------ | --- | -------------------------------- | ----------------------------------- | -------------- |
| 06.08. | Thriftway ATP Championships Cincinnati, Vereinigte Staaten ATP Super 9 – Hartplatz 56E / 28D – $ 1.020.000                                   | Stefan Edberg                    | Brad Gilbert                        | 6:1, 6:1       |
| 06.08. | Thriftway ATP Championships Cincinnati, Vereinigte Staaten ATP Super 9 – Hartplatz 56E / 28D – $ 1.020.000                                   | Darren Cahill Mark Kratzmann     | Neil Broad Gary Muller              | 7:6, 6:4       |
| 06.08. | Škoda Czech Open Prag, Tschechoslowakei ATP World Series – Sand 32E / 16D – $ 148.400                                                        | Jordi Arrese                     | Nicklas Kulti                       | 7:63, 7:66     |
| 06.08. | Škoda Czech Open Prag, Tschechoslowakei ATP World Series – Sand 32E / 16D – $ 148.400                                                        | Vojtěch Flégl Daniel Vacek       | George Cosac Florin Segărceanu      | 5:7, 6:4, 6:3  |
| 13.08. | U.S. Men’s Hard Court Championships Indianapolis, Vereinigte Staaten ATP Championship Series – Hartplatz 56E / 28D – $ 825.000 / $ 1.000.000 | Boris Becker                     | Peter Lundgren                      | 6:3, 6:4       |
| 13.08. | U.S. Men’s Hard Court Championships Indianapolis, Vereinigte Staaten ATP Championship Series – Hartplatz 56E / 28D – $ 825.000 / $ 1.000.000 | Scott Davis David Pate           | Grant Connell Glenn Michibata       | 4:6, 6:2, 6:2  |
| 13.08. | Volvo International New Haven, Vereinigte Staaten ATP Championship Series – Hartplatz 56E / 28D – $ 825.000 / $ 1.000.000                    | Derrick Rostagno                 | Todd Woodbridge                     | 6:3, 6:3       |
| 13.08. | Volvo International New Haven, Vereinigte Staaten ATP Championship Series – Hartplatz 56E / 28D – $ 825.000 / $ 1.000.000                    | Jeff Brown Scott Melville        | Goran Ivanišević Petr Korda         | 7:5, 7:6       |
| 20.08. | OTB Open Schenectady, Vereinigte Staaten ATP World Series – Hartplatz 32E / 16D – $ 125.000 / $ 150.000                                      | Ramesh Krishnan                  | Kelly Evernden                      | 6:1, 6:1       |
| 20.08. | OTB Open Schenectady, Vereinigte Staaten ATP World Series – Hartplatz 32E / 16D – $ 125.000 / $ 150.000                                      | Richard Fromberg Brad Pearce     | Brian Garrow Sven Salumaa           | 6:2, 3:6, 7:6  |
| 20.08. | Norstar Bank Hamlet Challenge Cup Long Island, Vereinigte Staaten ATP World Series – Hartplatz 28E / 16D – $ 225.000 / $ 250.000             | Stefan Edberg                    | Goran Ivanišević                    | 7:6, 6:3       |
| 20.08. | Norstar Bank Hamlet Challenge Cup Long Island, Vereinigte Staaten ATP World Series – Hartplatz 28E / 16D – $ 225.000 / $ 250.000             | Guy Forget Jakob Hlasek          | Udo Riglewski Michael Stich         | 2:6, 6:3, 6:4  |
| 20.08. | Internazionali di Tennis di San Marino San Marino, San Marino ATP World Series – Sand 32E / 16D – $ 125.000 / $ 150.000                      | Guillermo Pérez Roldán           | Omar Camporese                      | 6:3, 6:3       |
| 20.08. | Internazionali di Tennis di San Marino San Marino, San Marino ATP World Series – Sand 32E / 16D – $ 125.000 / $ 150.000                      | Vojtěch Flégl Daniel Vacek       | Jordi Burillo Marcos Aurelio Górriz | 6:1, 4:6, 7:6  |
| 27.08. | US Open New York City, Vereinigte Staaten Grand Slam – Hartplatz 128E / 64D / 32MX – $ 2.554.250                                             | Pete Sampras                     | Andre Agassi                        | 6:4, 6:3, 6:2  |
| 27.08. | US Open New York City, Vereinigte Staaten Grand Slam – Hartplatz 128E / 64D / 32MX – $ 2.554.250                                             | Pieter Aldrich Danie Visser      | Paul Annacone David Wheaton         | 6:2, 7:63, 6:2 |
| 27.08. | US Open New York City, Vereinigte Staaten Grand Slam – Hartplatz 128E / 64D / 32MX – $ 2.554.250                                             | Elizabeth Smylie Todd Woodbridge | Natallja Swerawa Jim Pugh           | 6:4, 6:2       |

### September
| Datum  | Turnier | Sieger                             | Finalgegner                     | Ergebnis                |
| ------ | --- | ---------------------------------- | ------------------------------- | ----------------------- |
| 10.09. | Grand Prix Passing Shot Bordeaux, Frankreich ATP World Series – Sand 28E / 16D – $ 270.000                  | Guy Forget                         | Goran Ivanišević                | 6:4, 6:3                |
| 10.09. | Grand Prix Passing Shot Bordeaux, Frankreich ATP World Series – Sand 28E / 16D – $ 270.000                  | Tomás Carbonell Libor Pimek        | Mansour Bahrami Yannick Noah    | 6:3, 6:7, 6:2           |
| 10.09. | Geneva Open Genf, Schweiz ATP World Series – Sand 28E / 16D – $ 225.000 / $ 250.000                         | Horst Skoff                        | Sergi Bruguera                  | 7:68, 7:64              |
| 10.09. | Geneva Open Genf, Schweiz ATP World Series – Sand 28E / 16D – $ 225.000 / $ 250.000                         | Pablo Albano David Engel           | Neil Borwick David Lewis        | 6:3, 7:6                |
| 20.09. | Davis Cup – Halbfinale                                                                                      | Davis Cup – Halbfinale             | Davis Cup – Halbfinale          | Davis Cup – Halbfinale  |
| 24.09. | Swiss Indoors Basel, Schweiz ATP World Series – Hartplatz (Halle) 28E / 16D – $ 450.000 / $ 500.000         | John McEnroe                       | Goran Ivanišević                | 6:7, 4:6, 7:6, 6:3, 6:4 |
| 24.09. | Swiss Indoors Basel, Schweiz ATP World Series – Hartplatz (Halle) 28E / 16D – $ 450.000 / $ 500.000         | Stefan Kruger Christo van Rensburg | Neil Broad Gary Muller          | 4:6, 7:6, 6:3           |
| 24.09. | Campionati Internazionali di Sicilia Palermo, Italien ATP World Series – Sand 28E / 16D – $ 270.000         | Franco Davín                       | Juan Aguilera                   | 6:1, 6:1                |
| 24.09. | Campionati Internazionali di Sicilia Palermo, Italien ATP World Series – Sand 28E / 16D – $ 270.000         | Sergio Casal Emilio Sánchez        | Carlos Costa Horacio de la Peña | 6:3, 6:4                |
| 24.09. | Queensland Open Brisbane, Australien ATP World Series – Hartplatz (Halle) 28E / 16D – $ 225.000 / $ 250.000 | Brad Gilbert                       | Aaron Krickstein                | 6:3, 6:1                |
| 24.09. | Queensland Open Brisbane, Australien ATP World Series – Hartplatz (Halle) 28E / 16D – $ 225.000 / $ 250.000 | Jason Stoltenberg Todd Woodbridge  | Brian Garrow Mark Woodforde     | 2:6, 6:4, 6:4           |

### Oktober
| Datum  | Turnier | Sieger                            | Finalgegner                        | Ergebnis       |
| ------ | --- | --------------------------------- | ---------------------------------- | -------------- |
| 01.10. | Australian Indoor Tennis Championship Sydney, Australien ATP Championship Series – Hartplatz 48E / 24D – $ 750.000 / $ 1.000.000 | Boris Becker                      | Stefan Edberg                      | 7:6, 6:4, 6:4  |
| 01.10. | Australian Indoor Tennis Championship Sydney, Australien ATP Championship Series – Hartplatz 48E / 24D – $ 750.000 / $ 1.000.000 | Broderick Dyke Peter Lundgren     | Stefan Edberg Ivan Lendl           | 6:2, 6:4       |
| 01.10. | Athens Open Athen, Griechenland ATP World Series – Sand 28E / 16D – $ 125.000 / $ 150.000                                        | Mark Koevermans                   | Franco Davín                       | 5:7, 6:4, 6:1  |
| 01.10. | Athens Open Athen, Griechenland ATP World Series – Sand 28E / 16D – $ 125.000 / $ 150.000                                        | Sergio Casal Javier Sánchez       | Tom Kempers Richard Krajicek       | 4:6, 7:6, 6:3  |
| 01.10. | Grand Prix de Tennis de Toulouse Toulouse, Frankreich ATP World Series – Teppich (Halle) 28E / 16D – $ 260.000                   | Jonas Svensson                    | Fabrice Santoro                    | 7:6, 6:2       |
| 01.10. | Grand Prix de Tennis de Toulouse Toulouse, Frankreich ATP World Series – Teppich (Halle) 28E / 16D – $ 260.000                   | Neil Broad Gary Muller            | Michael Mortensen Michiel Schapers | 7:6, 6:4       |
| 08.10. | Seiko World Super Tennis Tokio, Japan ATP Championship Series – Teppich (Halle) 48E / 24D – $ 750.000 / $ 1.000.000              | Ivan Lendl                        | Boris Becker                       | 4:6, 6:3, 7:6  |
| 08.10. | Seiko World Super Tennis Tokio, Japan ATP Championship Series – Teppich (Halle) 48E / 24D – $ 750.000 / $ 1.000.000              | Guy Forget Jakob Hlasek           | Scott Davis David Pate             | 7:6, 7:5       |
| 08.10. | Berlin Open Berlin, Deutschland ATP World Series – Teppich (Halle) 28E / 16D – $ 260.000                                         | Ronald Agénor                     | Alexander Wolkow                   | 4:6, 6:4, 7:6  |
| 08.10. | Berlin Open Berlin, Deutschland ATP World Series – Teppich (Halle) 28E / 16D – $ 260.000                                         | Pieter Aldrich Danie Visser       | Kevin Curren Patrick Galbraith     | 7:6, 7:6       |
| 08.10. | Tel Aviv Open Tel Aviv, Israel ATP World Series – Hartplatz 28E / 16D – $ 125.000 / $ 150.000                                    | Andrei Tschesnokow                | Amos Mansdorf                      | 6:4, 6:3       |
| 08.10. | Tel Aviv Open Tel Aviv, Israel ATP World Series – Hartplatz 28E / 16D – $ 125.000 / $ 150.000                                    | Nduka Odizor Christo van Rensburg | Ronnie Båthman Rikard Bergh        | 6:3, 6:4       |
| 15.10. | CA Tennis Trophy Wien, Österreich ATP World Series – Teppich (Halle) 28E / 16D – $ 225.000 / $ 250.000                           | Anders Järryd                     | Horst Skoff                        | 6:3, 6:3, 6:1  |
| 15.10. | CA Tennis Trophy Wien, Österreich ATP World Series – Teppich (Halle) 28E / 16D – $ 225.000 / $ 250.000                           | Michael Stich Udo Riglewski       | Jorge Lozano Todd Witsken          | 6:4, 6:4       |
| 15.10. | Grand Prix de Tennis de Lyon Lyon, Frankreich ATP World Series – Teppich (Halle) 28E / 16D – $ 450.000 / $ 500.000               | Marc Rosset                       | Mats Wilander                      | 6:3, 6:2       |
| 15.10. | Grand Prix de Tennis de Lyon Lyon, Frankreich ATP World Series – Teppich (Halle) 28E / 16D – $ 450.000 / $ 500.000               | Patrick Galbraith Kelly Jones     | Jim Grabb David Pate               | 7:6, 6:4       |
| 22.10. | Stockholm Open Stockholm, Schweden ATP Super 9 – Teppich (Halle) 48E / 24D – $ 840.000                                           | Boris Becker                      | Stefan Edberg                      | 6:4, 6:0, 6:3  |
| 22.10. | Stockholm Open Stockholm, Schweden ATP Super 9 – Teppich (Halle) 48E / 24D – $ 840.000                                           | Guy Forget Jakob Hlasek           | John Fitzgerald Anders Järryd      | 6:2, 6:3       |
| 22.10. | Philips Open São Paulo São Paulo, Brasilien ATP World Series – Teppich 28E / 16D – $ 125.000 / $ 150.000                         | Robbie Weiss                      | Jaime Yzaga                        | 3:6, 7:67, 6:3 |
| 22.10. | Philips Open São Paulo São Paulo, Brasilien ATP World Series – Teppich 28E / 16D – $ 125.000 / $ 150.000                         | Shelby Cannon Alfonso Mora        | Mark Koevermans Luiz Mattar        | 6:7, 6:3, 7:6  |
| 29.10. | Paris Open Paris, Frankreich ATP Super 9 – Teppich (Halle) 48E / 24D – $ 1.650.000                                               | Stefan Edberg                     | Boris Becker                       | 3:3 aufgg.     |
| 29.10. | Paris Open Paris, Frankreich ATP Super 9 – Teppich (Halle) 48E / 24D – $ 1.650.000                                               | Scott Davis David Pate            | Darren Cahill Mark Kratzmann       | 5:7, 6:3, 6:4  |

### November
| Datum  | Turnier | Sieger                           | Finalgegner                           | Ergebnis            |
| ------ | --- | -------------------------------- | ------------------------------------- | ------------------- |
| 05.11. | Citibank Open Itaparica, Brasilien ATP World Series – Hartplatz 32E / 16D – $ 225.000 / $ 250.000                                 | Mats Wilander                    | Marcelo Filippini                     | 6:1, 6:2            |
| 05.11. | Citibank Open Itaparica, Brasilien ATP World Series – Hartplatz 32E / 16D – $ 225.000 / $ 250.000                                 | Mauro Menezes Fernando Roese     | Tomás Carbonell Marcos Aurelio Górriz | 7:6, 7:5            |
| 05.11. | Benson & Hedges Championships London, Vereinigtes Königreich ATP World Series – Teppich (Halle) 56E / 28D – $ 450.000 / $ 500.000 | Jakob Hlasek                     | Michael Chang                         | 7:6, 6:3            |
| 05.11. | Benson & Hedges Championships London, Vereinigtes Königreich ATP World Series – Teppich (Halle) 56E / 28D – $ 450.000 / $ 500.000 | Jim Grabb Patrick McEnroe        | Rick Leach Jim Pugh                   | 7:6, 4:6, 6:3       |
| 05.11. | Kremlin Cup Moskau, Sowjetunion ATP World Series – Teppich (Halle) 32E / 16D – $ 225.000 / $ 250.000                              | Andrei Tscherkassow              | Tim Mayotte                           | 6:2, 6:1            |
| 05.11. | Kremlin Cup Moskau, Sowjetunion ATP World Series – Teppich (Halle) 32E / 16D – $ 225.000 / $ 250.000                              | Hendrik Jan Davids Paul Haarhuis | John Fitzgerald Anders Järryd         | 6:4, 7:6            |
| 12.11. | ATP-Weltmeisterschaft Frankfurt am Main, Deutschland Einzel-Weltmeisterschaft – Teppich (Halle) 8E – $ 2.020.000                  | Andre Agassi                     | Stefan Edberg                         | 5:7, 7:65, 7:5, 6:2 |
| 19.11  | ATP-Weltmeisterschaft Sanctuary Cove, Australien Doppel-Weltmeisterschaft – Hartplatz 8D – $ 1.000.000                            | Guy Forget Jakob Hlasek          | Sergio Casal Emilio Sánchez Vicario   | 6:4, 7:65, 5:7, 6:4 |
| 26.11. | Davis Cup – Finale | Davis Cup – Finale               | Davis Cup – Finale                    | Davis Cup – Finale  |

### Dezember
| Datum  | Turnier                                                                 | Sieger       | Finalgegner  | Ergebnis      |
| ------ | ----------------------------------------------------------------------- | ------------ | ------------ | ------------- |
| 10.12. | Grand Slam Cup München, Deutschland Hartplatz (Halle) 12E – $ 3.700.000 | Pete Sampras | Brad Gilbert | 6:3, 6:4, 6:2 |

## Weltrangliste zu Saisonende
| Pos. | Spieler                | Punkte |
| ---- | ---------------------- | ------ |
| 1.   | Stefan Edberg          | 3889   |
| 2.   | Boris Becker           | 3528   |
| 3.   | Ivan Lendl             | 2581   |
| 4.   | Andre Agassi           | 2398   |
| 5.   | Pete Sampras           | 1888   |
| 6.   | Andrés Gómez           | 1680   |
| 7.   | Thomas Muster          | 1654   |
| 8.   | Emilio Sánchez Vicario | 1564   |
| 9.   | Goran Ivanišević       | 1514   |
| 10.  | Brad Gilbert           | 1451   |

| Pos. | Spieler                | Punkte |
| ---- | ---------------------- | ------ |
| 1.   | Pieter Aldrich         | 2192   |
| 1.   | Danie Visser           | 2192   |
| 3.   | Jim Pugh               | 2134   |
| 4.   | Guy Forget             | 2112   |
| 5.   | Rick Leach             | 2069   |
| 6.   | David Pate             | 2053   |
| 7.   | Mark Kratzmann         | 2031   |
| 8.   | Scott Davis            | 2013   |
| 9.   | Emilio Sánchez Vicario | 1936   |
| 10.  | Grant Connell          | 1925   |

## Turniersieger

### Einzel
| Platz | Spieler                | Siege | Grand Slam | ATP-WM/Grand Slam Cup | Super 9 | Championship Series | World Series | Hartplatz | Sand | Rasen | Teppich | Freiplatz | Halle |
| ----- | ---------------------- | ----- | ---------- | --------------------- | ------- | ------------------- | ------------ | --------- | ---- | ----- | ------- | --------- | ----- |
| 1.    | Stefan Edberg          | 7     | 1          |                       | 3       | 1                   | 2            | 5         |      | 1     | 1       | 6         | 1     |
| 2.    | Boris Becker           | 5     |            |                       | 1       | 4                   |              | 2         |      |       | 3       | 1         | 4     |
| 2.    | Ivan Lendl             | 5     | 1          |                       |         | 2                   | 2            | 1         |      | 1     | 3       | 2         | 3     |
| 4.    | Andre Agassi           | 4     |            | 1                     | 1       | 1                   | 1            | 2         |      |       | 2       | 2         | 2     |
| 4.    | Pete Sampras           | 4     | 1          | 1                     |         | 1                   | 1            | 1         |      | 2     | 1       | 2         | 2     |
| 6.    | Brad Gilbert           | 3     |            |                       |         |                     | 3            | 2         |      |       | 1       | 1         | 2     |
| 6.    | Andrés Gómez           | 3     | 1          |                       |         | 1                   | 1            |           | 3    |       |         | 3         |       |
| 6.    | Thomas Muster          | 3     |            |                       | 1       |                     | 2            | 1         | 2    |       |         | 3         |       |
| 9.    | Ronald Agénor          | 2     |            |                       |         |                     | 2            |           | 1    |       | 1       | 1         | 1     |
| 9.    | Juan Aguilera          | 2     |            |                       | 1       |                     | 1            |           | 2    |       |         | 2         |       |
| 9.    | Jordi Arrese           | 2     |            |                       |         |                     | 2            |           | 2    |       |         | 2         |       |
| 9.    | Richard Fromberg       | 2     |            |                       |         |                     | 2            |           | 2    |       |         | 2         |       |
| 9.    | Martín Jaite           | 2     |            |                       |         |                     | 2            | 1         | 1    |       |         | 2         |       |
| 9.    | Emilio Sánchez Vicario | 2     |            |                       |         |                     | 2            | 1         | 1    |       |         | 2         |       |
| 9.    | Andrei Tschesnokow     | 2     |            |                       | 1       |                     | 1            | 1         | 1    |       |         | 2         |       |
| 16.   | Pieter Aldrich         | 1     |            |                       |         |                     | 1            |           |      | 1     |         | 1         |       |
| 16.   | Alex Antonitsch        | 1     |            |                       |         |                     | 1            | 1         |      |       |         | 1         |       |
| 16.   | Pat Cash               | 1     |            |                       |         |                     | 1            | 1         |      |       |         | 1         |       |
| 16.   | Michael Chang          | 1     |            |                       | 1       |                     |              | 1         |      |       |         | 1         |       |
| 16.   | Francisco Clavet       | 1     |            |                       |         |                     | 1            |           | 1    |       |         | 1         |       |
| 16.   | Franco Davín           | 1     |            |                       |         |                     | 1            |           | 1    |       |         | 1         |       |
| 16.   | Scott Davis            | 1     |            |                       |         |                     | 1            | 1         |      |       |         | 1         |       |
| 16.   | Guy Forget             | 1     |            |                       |         |                     | 1            |           | 1    |       |         | 1         |       |
| 16.   | Jakob Hlasek           | 1     |            |                       |         |                     | 1            |           |      |       | 1       |           | 1     |
| 16.   | Goran Ivanišević       | 1     |            |                       |         | 1                   |              |           | 1    |       |         | 1         |       |
| 16.   | Anders Järryd          | 1     |            |                       |         |                     | 1            |           |      |       | 1       |           | 1     |
| 16.   | Kelly Jones            | 1     |            |                       |         |                     | 1            | 1         |      |       |         | 1         |       |
| 16.   | Mark Koevermans        | 1     |            |                       |         |                     | 1            |           | 1    |       |         | 1         |       |
| 16.   | Ramesh Krishnan        | 1     |            |                       |         |                     | 1            | 1         |      |       |         | 1         |       |
| 16.   | Magnus Larsson         | 1     |            |                       |         |                     | 1            |           | 1    |       |         | 1         |       |
| 16.   | Amos Mansdorf          | 1     |            |                       |         |                     | 1            |           |      | 1     |         | 1         |       |
| 16.   | Luiz Mattar            | 1     |            |                       |         |                     | 1            |           |      |       | 1       |           | 1     |
| 16.   | John McEnroe           | 1     |            |                       |         |                     | 1            | 1         |      |       |         |           | 1     |
| 16.   | Yannick Noah           | 1     |            |                       |         |                     | 1            | 1         |      |       |         | 1         |       |
| 16.   | Karel Nováček          | 1     |            |                       |         |                     | 1            |           | 1    |       |         | 1         |       |
| 16.   | Horacio de la Peña     | 1     |            |                       |         |                     | 1            |           | 1    |       |         | 1         |       |
| 16.   | Guillermo Pérez Roldán | 1     |            |                       |         |                     | 1            |           | 1    |       |         | 1         |       |
| 16.   | Goran Prpić            | 1     |            |                       |         |                     | 1            |           | 1    |       |         | 1         |       |
| 16.   | Marc Rosset            | 1     |            |                       |         |                     | 1            |           |      |       | 1       |           | 1     |
| 16.   | Derrick Rostagno       | 1     |            |                       |         | 1                   |              | 1         |      |       |         | 1         |       |
| 16.   | Horst Skoff            | 1     |            |                       |         |                     | 1            |           | 1    |       |         | 1         |       |
| 16.   | Michael Stich          | 1     |            |                       |         |                     | 1            | 1         |      |       |         |           | 1     |
| 16.   | Jonas Svensson         | 1     |            |                       |         |                     | 1            |           |      |       | 1       |           | 1     |
| 16.   | Andrei Tscherkassow    | 1     |            |                       |         |                     | 1            |           |      |       | 1       |           | 1     |
| 16.   | Robbie Weiss           | 1     |            |                       |         |                     | 1            |           |      |       | 1       | 1         |       |
| 16.   | David Wheaton          | 1     |            |                       |         |                     | 1            |           | 1    |       |         | 1         |       |
| 16.   | Mats Wilander          | 1     |            |                       |         |                     | 1            | 1         |      |       |         | 1         |       |